# ماريو باركو
ماريو باركو (بالإسبانية: Mario Barco) (ولد في 23 ديسمبر 1992) هو لاعب كرة قدم إسباني يلعب كمهاجم.

## روابط خارجية
- ماريو باركو على موقع قاعدة بيانات كرة القدم.إي يو (الإنجليزية)
- ماريو باركو على موقع Soccerway.com (الإنجليزية)
- ماريو باركو على موقع AS.com (الإسبانية)